# マダラスカンク属
マダラスカンク属(Spotted Skunk、学名Spilogale)は食肉目スカンク科に属する4属のうちのひとつの名称である。スカンク科に属する他の種と同様に肛門の両脇に臭腺を有しており、敵に対して強い悪臭を放つ分泌液を噴出することで知られる。 

## 概要
学名のSpilogaleはギリシャ語に由来し、「spilo」は「マダラ模様の」、「gale」は「イタチ」をそれぞれ意味する。実際の毛皮の模様としてはまだら模様というよりも、むしろ4本から6本の白い縞に所々切れ目が入った模様といったほうが近い。体長は11.5cmから37cm、体重は0.2kgから1kgとスカンク科のなかでは小型である。化石調査によるとマダラスカンク属はスカンク属やブタバナスカンク属よりもスカンクの祖先に近い系統に属するとされる。
生息域はアメリカやメキシコ、中央アメリカ諸国にまたがり、主に岩場や川辺、乾燥熱帯林などで見られる。雑食性でネズミや鳥の卵、昆虫類などを食べる。
スカンク科のなかでも機敏性が高く、木に登ることができる。また外敵を追い払うための警告の仕草として逆立ちをするのもマダラスカンク独特のものである。
2018年10月現在、国際自然保護連合（IUCN）によると、スカンク科の中でもこの属に分類されるピグミーマダラスカンク(S. pygmaea)とトウブマダラスカンク(S. putorius)の2種だけが「危急(VU)」種に指定されている。

## 分類
マダラスカンク属には4種が存在する。
- セイブマダラスカンク (学名: S. gracilis, 英名: Western spotted skunk)
- トウブマダラスカンク (学名: S. putorius, 英名: Eastern spotted skunk)
- ピグミーマダラスカンク (学名: S. pygmaea, 英名: Pygmy spotted skunk)
- ミナミマダラスカンク (学名: S. angustifrons, 英名: Southern spotted skunk)